# 닛산 디젤 바이손

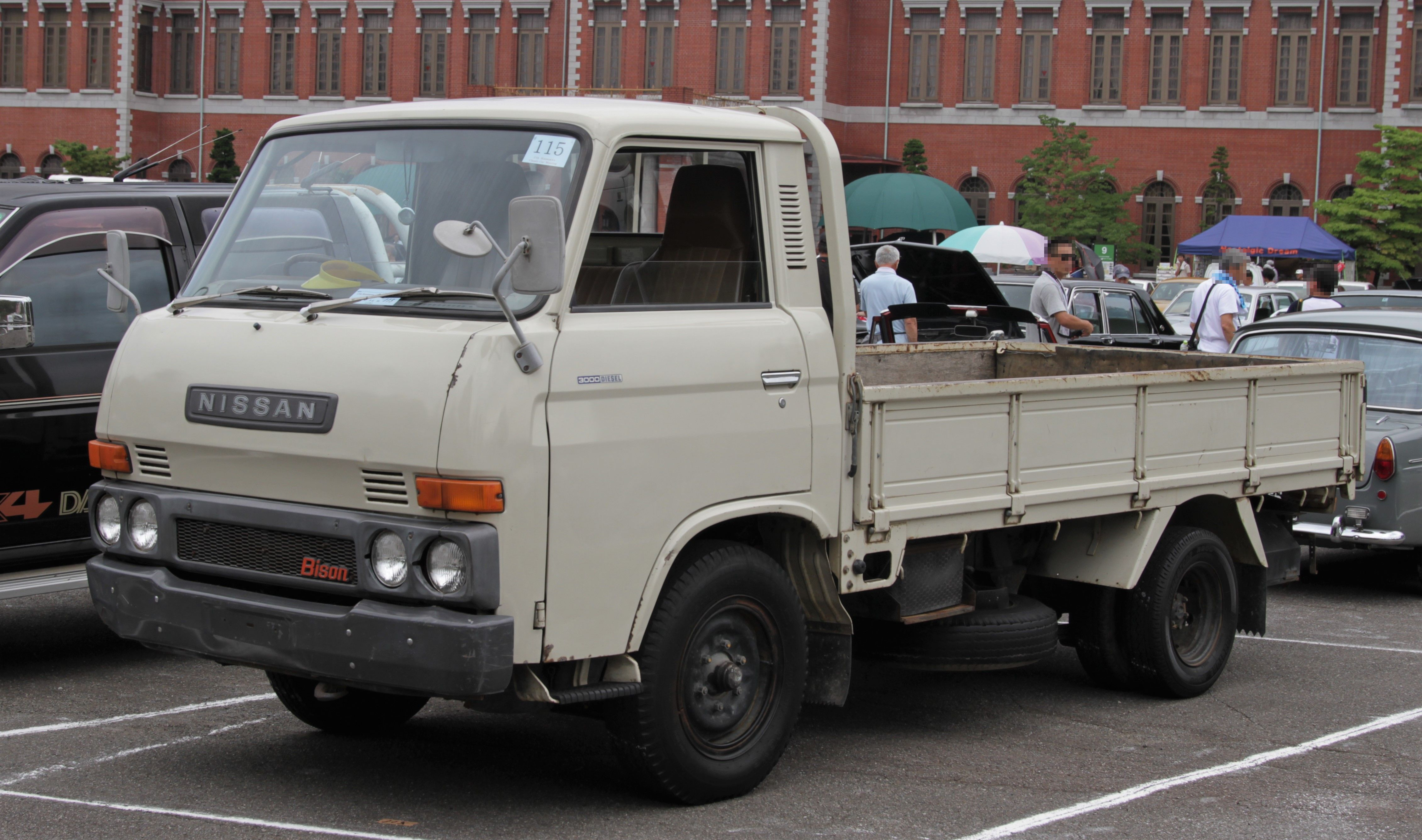
닛산 디젤 바이손

닛산 디젤 바이손(영어: Nissan Diesel Bison, 일본어: 日産ディーゼル・バイソン 닛산 디이제루 바이손[*])은 일본 닛산 디젤 (현, UD트럭)이 만든 소형 트럭으로 1979년부터 1981년까지 생산했다.

## 개요
닛산 자동차가 생산 및 판매했던 소형 트럭으로, 닛산 카벨, 닛산 클리퍼의 형제 차량으로 1979년 9월에 출시되었다. 차량 형식은 YC341형이다.
외관상으로 닛산 카벨, 닛산 클리퍼 모델과 기본적으로 동일하나 차체 도색은 콘도르 CM90계와 동일한 흰색을 사용했다. 또한 프론트 그릴 상단에 콘도르 모델과 마찬가지로 가니쉬 이름이 적용되었다.
1980년 6월에 마이너 체인지를 하면서 ED33형 엔진이 장착되었고 시동성 향상 대응에 따른 글로우플러그를 장착했다. 그 밖에도 배기 브레이크가 옵션으로 설정되었다. 또한 일부 차종에 파워스터이링도 옵션으로 설정되었으나 에어컨과 동시에 장착이 불가능했다.
1981년 12월에 콘도르 20형, 콘도르 30형 (닛산 아틀라스의 유사 차종)으로 풀모델 체인지가 되면서 단종되었다.

## 같이 보기
- 닛산 디젤 콘도르
- UD 트럭